# Dumbrăvești (okręg Vâlcea)
Dumbrăvești – wieś w Rumunii, w okręgu Vâlcea, w gminie Tomșani. W 2011 roku liczyła 90 mieszkańców.